# Copa AUF Uruguay 2023
La Copa AUF Uruguay 2023 fue la segunda edición del torneo de copa organizado por la Asociación Uruguaya de Fútbol, en donde se enfrentaron equipos de todas las divisionales del fútbol uruguayo y también clubes provenientes de la Organización del Fútbol del Interior.

## Sistema de disputa
La Copa AUF Uruguay 2023 se disputó en sistema de eliminación directa, por todos los equipos de la Primera División, Segunda División, Primera División Amateur (Salvo Artigas, Deportivo Colonia, Mar de Fondo y Huracán que decidieron no participar), la Serie A de la Copa Nacional de Clubes de la Organización del Fútbol del Interior, Litoral de Paysandú y Wanderers de Durazno de la Serie B de OFI y Lito, Paso de la Arena, Estudiantes del Plata y Deutscher de la Segunda División Amateur Metropolitana.
Todas las llaves se jugaron a partido único.
Se entregó un premio de USD 120.000 al campeón del torneo, mientras que el equipo amateur mejor posicionado recibió un incentivo de USD 50.000 para utilizar en obras de infraestructura.

## Equipos participantes
La siguiente es una lista de los equipos que están habilitados a disputar la Copa Uruguay 2023. Sólo los clubes profesionales tienen obligación de participar en el torneo, mientras que para los clubes amateur la participación es opcional.
| Primera División Profesional (16 equipos) | Primera División Profesional (16 equipos) |
| Equipo                                    | Localía                                   |
| ----------------------------------------- | ----------------------------------------- |
| Boston River                              | Montevideo                                |
| Cerro                                     | Montevideo                                |
| Cerro Largo                               | Melo (Cerro Largo)                        |
| Danubio                                   | Montevideo                                |
| Defensor Sporting                         | Montevideo                                |
| Dep. Maldonado                            | Maldonado                                 |
| Fénix                                     | Montevideo                                |
| La Luz                                    | Montevideo                                |
| Liverpool                                 | Montevideo                                |
| Mvd. City Torque                          | Montevideo                                |
| M. Wanderers                              | Montevideo                                |
| Nacional                                  | Montevideo                                |
| Peñarol                                   | Montevideo                                |
| Plaza Colonia                             | Colonia                                   |
| Racing                                    | Montevideo                                |
| River Plate                               | Montevideo                                |

| Segunda División Profesional (14 equipos) | Segunda División Profesional (14 equipos) |
| Equipo                                    | Localía                                   |
| ----------------------------------------- | ----------------------------------------- |
| Albion                                    | Montevideo                                |
| Atenas                                    | San Carlos (Maldonado)                    |
| Bella Vista                               | Montevideo                                |
| Cerrito                                   | Montevideo                                |
| Juventud                                  | Las Piedras (Canelones)                   |
| Miramar Misiones                          | Montevideo                                |
| Oriental                                  | La Paz (Canelones)                        |
| Potencia                                  | Montevideo                                |
| Progreso                                  | Montevideo                                |
| Rampla Juniors                            | Montevideo                                |
| Rentistas                                 | Montevideo                                |
| Sud América                               | Montevideo                                |
| Tacuarembó                                | Tacuarembó                                |
| Uruguay Montevideo                        | Montevideo                                |

| Primera División Amateur (20 equipos) | Primera División Amateur (20 equipos) |
| Equipo                                | Localía                               |
| ------------------------------------- | ------------------------------------- |
| Alto Perú                             | Montevideo                            |
| Basáñez                               | Montevideo                            |
| Bella Italia                          | Montevideo                            |
| Canadian                              | Montevideo                            |
| Central Español                       | Montevideo                            |
| Colón                                 | Montevideo                            |
| Cooper                                | Montevideo                            |
| Deportivo Italiano                    | Montevideo                            |
| Durazno                               | Durazno                               |
| Huracán Buceo                         | Montevideo                            |
| Los Halcones                          | Montevideo                            |
| Parque del Plata                      | Parque del Plata (Canelones)          |
| Paysandú                              | Paysandú                              |
| Platense                              | Montevideo                            |
| Rocha                                 | Rocha                                 |
| Salto                                 | Salto                                 |
| Salus                                 | Montevideo                            |
| Terremoto                             | Montevideo                            |
| Villa Española                        | Montevideo                            |
| Villa Teresa                          | Montevideo                            |
| Artigas (N/P)                         | Artigas                               |
| Deportivo Colonia (N/P)               | Juan Lacaze (Colonia)                 |
| Mar de Fondo (N/P)                    | Montevideo                            |
| Huracán(N/P)                          | Montevideo                            |

| Segunda División Amateur (4 equipos) | Segunda División Amateur (4 equipos) |
| Equipo                               | Localía                              |
| ------------------------------------ | ------------------------------------ |
| Lito                                 | Montevideo                           |
| Deutscher                            | Montevideo                           |
| Paso de la Arena                     | Montevideo                           |
| Estudiantes del Plata                | Parque del Plata (Canelones)         |

| Serie A OFI (26 equipos) | Serie A OFI (26 equipos)       |
| Equipo                   | Localía                        |
| ------------------------ | ------------------------------ |
| Atl. Bella Vista         | Paysandú                       |
| Barrio Olímpico          | Minas (Lavalleja)              |
| Boquita                  | Sarandí Grande (Florida)       |
| Campana                  | Libertad (San José)            |
| Central                  | San José                       |
| Ferro Carril             | Salto                          |
| Huracán                  | Paysandú                       |
| Huracán                  | Treinta y Tres (Uruguay)       |
| Ituzaingó                | Punta del Este (Maldonado)     |
| Juanicó                  | Juanicó (Canelones)            |
| Juventud                 | Colonia                        |
| Juventud Unida           | Libertad (San José)            |
| Laureles                 | Fray Bentos (Río Negro)        |
| Lavalleja                | Minas (Lavalleja)              |
| Libertad                 | San Carlos (Maldonado)         |
| Litoral                  | Paysandú                       |
| Nacional                 | Nueva Helvecia (Colonia)       |
| Piriápolis               | Piriápolis (Maldonado)         |
| Progreso                 | Estación Atlántida (Canelones) |
| Quilmes                  | Florida                        |
| Río Negro                | San José                       |
| Sportivo Barracas        | Dolores (Soriano)              |
| Universitario            | Salto                          |
| Wanderers (Durazno)      | Durazno                        |
| Wanderers                | Santa Lucía (Canelones)        |
| Wanderers Juvenil        | Tacuarembó                     |

### Distribución geográfica
Distribución de los equipos por divisional, según su respectiva localía.
| Departamento   | N.º Equipos | Por divisional | Por divisional | Por divisional | Por divisional | Por divisional |
| Departamento   | N.º Equipos | 1°D            | 2°D            | PDA            | SDA            | OFI            |
| -------------- | ----------- | -------------- | -------------- | -------------- | -------------- | -------------- |
| Montevideo     | 41          | 13             | 10             | 15             | 3              | -              |
| Canelones      | 7           | -              | 2              | 1              | 1              | 3              |
| Maldonado      | 5           | 1              | 1              | -              | -              | 3              |
| Paysandú       | 4           | -              | -              | 1              | -              | 3              |
| San José       | 4           | -              | -              | -              | -              | 4              |
| Colonia        | 3           | 1              | -              | -              | -              | 2              |
| Salto          | 3           | -              | -              | 1              | -              | 2              |
| Durazno        | 2           | -              | -              | 1              | -              | 1              |
| Florida        | 2           | -              | -              | -              | -              | 2              |
| Lavalleja      | 2           | -              | -              | -              | -              | 2              |
| Tacuarembó     | 2           | -              | 1              | -              | -              | 1              |
| Cerro Largo    | 1           | 1              | -              | -              | -              | -              |
| Río Negro      | 1           | -              | -              | -              | -              | 1              |
| Rocha          | 1           | -              | -              | 1              | -              | -              |
| Soriano        | 1           | -              | -              | -              | -              | 1              |
| Treinta y Tres | 1           | -              | -              | -              | -              | 1              |
| Artigas        | 0           | -              | -              | -              | -              | -              |
| Flores         | 0           | -              | -              | -              | -              | -              |
| Rivera         | 0           | -              | -              | -              | -              | -              |

Notas:
1. ↑  La participación para los equipos amateur era de carácter opcional. Artigas SAD decidió no participar del torneo.
2. ↑  La participación para los equipos amateur era de carácter opcional. Deportivo Colonia decidió no participar del torneo.
3. ↑  La participación para los equipos amateur era de carácter opcional. Mar de Fondo decidió no participar del torneo.
4. ↑  La participación para los equipos amateur era de carácter opcional. Huracán decidió no participar del torneo.

## Desarrollo
Se disputarán series a partido único, incluyendo las semifinales, las cuales fueron a ida y vuelta en la anterior edición.

### Clasificación - Divisional D
Los equipos que culminaron en los puestos 2 a 7 en la temporada 2022 se disputaron a partido único la clasificación a la Copa. Avanzan los ganadores y el mejor perdedor de los cruces. El sorteo fue realizado el 9 de agosto de 2023.
| Equipo 1 | Resultado    | Equipo 2              |
| -------- | ------------ | --------------------- |
| Lito     | 1:1 (5-3 p.) | Estudiantes del Plata |
| Academia | 0:2          | Deutscher             |
| Rincón   | 0:1          | Paso de la Arena      |

| 12 de agosto de 2023, 14:30 | Lito                    | 1:1 (0:0) (5:3 p.) | Estudiantes del Plata    | Complejo Rentistas, Montevideo |                         |
|                             | - Sebastián López 90+7' |                    | - Federico Fernández 64' | Árbitro(s): Juan Cianni        | Árbitro(s): Juan Cianni |

| 12 de agosto de 2023, 17:30 | Academia | 0:2 (0:2) | Deutscher                  | Complejo Rentistas, Montevideo |                           |
|                             |          |           | - Santiago Laport 13', 40' | Árbitro(s): Martín Grecco      | Árbitro(s): Martín Grecco |

| 12 de agosto de 2023, 20:30 | Rincón | 0:1 (0:0) | Paso de la Arena         | Complejo Rentistas, Montevideo |                            |
|                             |        |           | - Jacinto de Lizarza 80' | Árbitro(s): Adrián Pereira     | Árbitro(s): Adrián Pereira |

### Ronda preliminar
Se dividió en dos zonas. La primera enfrentó a 24 equipos OFI, todos salvo Central de San José y Universitario de Salto, campeón y vice de la Copa Nacional de Clubes 2022. La segunda fue disputada por cuatro equipos provenientes del Campeonato Uruguayo de Divisional D 2022, y 20 clubes que participan del Campeonato Uruguayo de Primera División Amateur 2023.

#### OFI - Litoral
| Equipo 1             | Resultado    | Equipo 2           |
| -------------------- | ------------ | ------------------ |
| Sportivo Barracas    | 2:0          | Huracán (Paysandú) |
| Ferro Carril         | 5:1          | Laureles           |
| Atlético Bella Vista | 1:1 (4-2 p.) | Litoral            |

| 30 de agosto de 2023, 20:30 | Sportivo Barracas                             | 2:0 (1:0) | Huracán (Paysandú) | Estadio Eduardo L.Piazze, Dolores |                            |
|                             | - Héctor Bonti 45+3' - Alejandro Planchón 83' |           |                    | Árbitro(s): Marcos Beltrán        | Árbitro(s): Marcos Beltrán |

| 30 de agosto de 2023, 21:00 | Ferro Carril                                                                                   | 5:1 (2:1) | Laureles                | Estadio Ernesto Dickinson, Salto |                              |
|                             | - Leandro De Mora 17' - Natanael Tabárez 45+4', 50' - Fredi Cabrera 57' - Gustavo Silveira 60' |           | - Fernando Pelletti 25' | Árbitro(s): Matías Schneider     | Árbitro(s): Matías Schneider |

| 09 de septiembre de 2023, 20:30 | Atlético Bella Vista | 1:1 (4:2) (4:2 p.) | Litoral              | Estadio Artigas, Paysandú |                           |
|                                 | - Gino Gentile 36'   |                    | - Ivo Guimaraens 13' | Árbitro(s): Sergio Liuzzi | Árbitro(s): Sergio Liuzzi |

#### OFI - Centro Sur
| Equipo 1           | Resultado    | Equipo 2                  |
| ------------------ | ------------ | ------------------------- |
| Juventud Unida     | 0:1          | Nacional (Nueva Helvecia) |
| Juventud (Colonia) | 1:0          | Wanderers (Santa Lucía)   |
| Río Negro          | 2:2 (3-4 p.) | Campana                   |

| 30 de agosto de 2023, 21:00 | Juventud (Colonia) | 1:0 (0:0) | Wanderers (Santa Lucía) | Estadio Juventud, Colonia del Sacramento |                               |
|                             | - Eric Lemos 90'   |           |                         | Árbitro(s): Fernando Martínez            | Árbitro(s): Fernando Martínez |

| 05 de septiembre de 2023, 20:30 | Río Negro                                    | 2:2 (0:1) (3:4 p.) | Campana                                          | Estadio C. Martínez Laguarda, San José de Mayo |                                  |
|                                 | - Maximiliano Castro 46' - Ángel Cardozo 90' |                    | - Santiago Gáspari 7' (pen.) - Germán Alayón 74' | Árbitro(s): Sebastián Montenegro               | Árbitro(s): Sebastián Montenegro |

| 07 de septiembre de 2023, 20:30 | Juventud Unida | 0:1 (0:0) | Nacional (Nueva Helvecia) | Estadio Primero de Mayo, Libertad |                              |
|                                 |                |           | - Ayrton Boné 50'         | Árbitro(s): Marcelo Palacios      | Árbitro(s): Marcelo Palacios |

#### OFI - Centro Este
| Equipo 1          | Resultado | Equipo 2                  |
| ----------------- | --------- | ------------------------- |
| Juanicó           | 1:0       | Boquita                   |
| Wanderers Juvenil | 1:4       | Wanderers (Durazno)       |
| Quilmes           | 3:0       | Progreso (Est. Atlántida) |

| 30 de agosto de 2023, 21:00 | Juanicó                  | 1:0 (0:0) | Boquita | Estadio Campeones Olímpicos, Florida |                              |
|                             | - Luis Moreno 90' (pen.) |           |         | Árbitro(s): Cristián Bouvier         | Árbitro(s): Cristián Bouvier |

| 03 de septiembre de 2023, 15:30 | Wanderers Juvenil     | 1:4 (0:2) | Wanderers (Durazno)                                                               | Estadio Raúl Goyenola, Tacuarembó |                               |
|                                 | - Antoni González 70' |           | - Marcel Sánchez 9' - Mauro Olivera 35' - Felipe Moraes 47' - Juan González 90+1' | Árbitro(s): Fernando Martínez     | Árbitro(s): Fernando Martínez |

| 09 de septiembre de 2023, 19:00 | Quilmes                                        | 3:0 (0:0) | Progreso (Est. Atlántida) | Estadio Campeones Olímpicos, Florida |                            |
|                                 | - Christian Alba 58', 86' - Agustín Monzón 64' |           |                           | Árbitro(s): Néstor Pereyra           | Árbitro(s): Néstor Pereyra |

#### OFI - Este
| Equipo 1        | Resultado    | Equipo 2                 |
| --------------- | ------------ | ------------------------ |
| Ituzaingó       | 1:1 (2–3 p.) | Libertad                 |
| Lavalleja       | 3:1          | Piriápolis               |
| Barrio Olímpico | 2:2 (3–5 p.) | Huracán (Treinta y Tres) |

| 29 de agosto de 2023, 21:00 | Barrio Olímpico                                                    | 2:2 (1:0) (3:5 p.)         | Huracán (Treinta y Tres)                                                           | Estadio Walter Montero, Minas |                              |
|                             | - Gabriel Chaine 27', 46'                                          |                            | - Santiago Suárez 52' - Santiago Chape 59'                                         | Árbitro(s): Marcelo Palacios  | Árbitro(s): Marcelo Palacios |
|                             |                                                                    | Tiros desde el punto penal |                                                                                    |                               |                              |
|                             | Brian Aguirre · Martín Goñi · Gabriel Chaine · Facundo Salvarrey · |                            | Santiago Suárez · Cristian Gutiérrez · Yamandú Tabeira · Brian Graví · Jorge Graví |                               |                              |

| 30 de agosto de 2023, 20:00 | Lavalleja                                          | 3:1 (2:0) | Piriápolis             | Estadio Juan. A. Lavalleja, Minas |                            |
|                             | - Marcelo Martínez 24', 32' - Germán Fernández 90' |           | - Gastón Vitancurt 56' | Árbitro(s): Jonathan Ramos        | Árbitro(s): Jonathan Ramos |

| 06 de septiembre de 2023, 19:00 | Ituzaingó           | 1:1 (0:0) (2:3 p.) | Libertad             | Estadio Domingo Burgueño, Maldonado |                                  |
|                                 | - Leandro Balao 54' |                    | - Matías Tavares 86' | Árbitro(s): Sebastián Montenegro    | Árbitro(s): Sebastián Montenegro |

#### AUF
| Equipo 1      | Resultado    | Equipo 2              |
| ------------- | ------------ | --------------------- |
| Salto F.C.    | 1:0          | Paysandú F.C.         |
| Lito          | 3:1          | Paso de la Arena      |
| Bella Italia  | 0:1          | Colón                 |
| Huracán Buceo | 1:1 (7–6 p.) | Villa Teresa          |
| Terremoto     | 2:0          | Alto Perú             |
| Platense      | 0:0 (2–4 p.) | Villa Española        |
| Canadian      | 1:1 (3–4 p.) | Central Español       |
| Rocha         | 2:0          | Estudiantes del Plata |
| Salus         | 1:0          | Parque del Plata      |
| Basáñez       | 1:0          | Deportivo Italiano    |
| Deutscher     | 4:1          | Los Halcones          |
| Durazno       | 1:2          | Cooper                |

| 21 de agosto de 2023, 10:00 | Durazno               | 1:2 (0:1) | Cooper                                             | Estadio Parque Palermo, Montevideo |                         |
|                             | - Agustín Pereira 87' |           | - Lucas Vignone 33' (pen.) - Stiwar Silveira 90+1' | Árbitro(s): Juan Cianni            | Árbitro(s): Juan Cianni |

| 21 de agosto de 2023, 10:30 | Platense | 0:0 (0:0) (2:4 p.) | Villa Española | Complejo Rentistas, Montevideo |  |
|                             |          |                    |                | Árbitro(s): Kevin Fontes       |  |

| 21 de agosto de 2023, 15:00 | Basáñez                | 1:0 (0:0) | Deportivo Italiano | Complejo Rentistas, Montevideo |                               |
|                             | - Gustavo Da Silva 83' |           |                    | Árbitro(s): Federico Modernel  | Árbitro(s): Federico Modernel |

| 21 de agosto de 2023, 19:00 | Bella Italia | 0:1 (0:1) | Colón                | Estadio Parque Palermo, Montevideo |                           |
|                             |              |           | - Damián Cabrera 32' | Árbitro(s): Gonzalo Pérez          | Árbitro(s): Gonzalo Pérez |

| 22 de agosto de 2023, 13:30 | Canadian             | 1:1 (1:0) (3:4 p.) | Central Español       | Estadio Parque Palermo, Montevideo |                             |
|                             | - Gianluca Colla 34' |                    | - Andrés García 90+2' | Árbitro(s): Rúben Umpiérrez        | Árbitro(s): Rúben Umpiérrez |

| 22 de agosto de 2023, 17:00 | Salto              | 1:0 (0:0) | Paysandú | Estadio J.J.Vispo Mari, Salto |                            |
|                             | - Bruno Vera 90+9' |           |          | Árbitro(s): Adrián Pereira    | Árbitro(s): Adrián Pereira |

| 23 de agosto de 2023, 20:00 | Lito                                                | 3:1 (0:0) | Paso de la Arena      | Complejo Rentistas, Montevideo |                            |
|                             | - Sebastián López 62', 69' - Maicol Rodríguez 90+2' |           | - Anthony Álvarez 47' | Árbitro(s): Felipe Vikonis     | Árbitro(s): Felipe Vikonis |

| 24 de agosto de 2023, 9:00 | Terremoto                                          | 2:0 (1:0) | Alto Perú | Estadio Parque Palermo, Montevideo |                                |
|                            | - Rodrigo Del Castillo 33' - Luciano Olivera 90+1' |           |           | Árbitro(s): Sebastián González     | Árbitro(s): Sebastián González |

| 24 de agosto de 2023, 15:00 | Huracán Buceo             | 1:1 (0:1) (7:6 p.) | Villa Teresa           | Estadio Parque Huracán, Montevideo |                           |
|                             | - Raúl Charrie 64' (pen.) |                    | - Anthony González 32' | Árbitro(s): Martín Grecco          | Árbitro(s): Martín Grecco |

| 24 de agosto de 2023, 15:00 | Salus                | 1:0 (0:0) | Parque del Plata | Estadio Parque ANCAP, Montevideo |                            |
|                             | - Camilo Sánchez 46' |           |                  | Árbitro(s): Pablo Silveira       | Árbitro(s): Pablo Silveira |

| 24 de agosto de 2023, 20:00 | Deutscher                                                           | 4:1 (2:1) | Los Halcones           | Complejo Rentistas, Montevideo |                              |
|                             | - Santiago Laport 29', 81' - Braian Rivero 41' - Thiago Bianchi 84' |           | - Rodrigo Ferreira 37' | Árbitro(s): Aníbal Vogrincic   | Árbitro(s): Aníbal Vogrincic |

| 30 de agosto de 2023, 19:00 | Rocha                                           | 2:0 (0:0) | Estudiantes del Plata | Estadio Mario Sobrero, Rocha |                              |
|                             | - Facundo Piriz 60' - Nicolás Suárez 87' (pen.) |           |                       | Árbitro(s): Ignacio González | Árbitro(s): Ignacio González |

### Primera Fase
Se enfrentaron 12 clubes de OFI ante 12 de AUF, clasificados desde la instancia preliminar. Seis localías correspondieron a OFI, mientras que las seis restantes fueron de AUF.
| Equipo 1                  | Resultado    | Equipo 2             |
| ------------------------- | ------------ | -------------------- |
| Lavalleja                 | W.O.         | Rocha                |
| Huracán (Treinta y Tres)  | 0:1          | Lito                 |
| Wanderers (Durazno)       | 0:2          | Terremoto            |
| Juventud (Colonia)        | 1:1 (4–3 p.) | Salto F.C.           |
| Nacional (Nueva Helvecia) | 1:1 (5–4 p.) | Villa Española       |
| Campana                   | 1:1 (3–4 p.) | Basáñez              |
| Colón                     | 1:1 (4–3 p.) | Atlético Bella Vista |
| Salus                     | 0:4          | Juanicó              |
| Central Español           | 1:2          | Quilmes              |
| Cooper                    | 0:0 (2–4 p.) | Libertad             |
| Huracán Buceo             | 1:1 (2–4 p.) | Ferro Carril         |
| Deutscher                 | 0:1          | Sportivo Barracas    |

| 16 de septiembre de 2023, 20:30 | Wanderers (Durazno) | 0:2 (0:1) | Terremoto                            | Estadio Silvestre Landoni, Durazno |                           |
|                                 |                     |           | - Brian Lugo 31' - Kevin Texeira 68' | Árbitro(s): Sergio Liuzzi          | Árbitro(s): Sergio Liuzzi |

| 17 de septiembre de 2023, 15:30 | Huracán Buceo                                                   | 1:1 (0:1) (2:4 p.)         | Ferro Carril                                                                        | Estadio Parque Huracán, Montevideo |                           |
|                                 | - Matías Núñez 60'                                              |                            | - Natanael Tabárez 10'                                                              | Árbitro(s): Augusto Olmos          | Árbitro(s): Augusto Olmos |
|                                 |                                                                 | Tiros desde el punto penal |                                                                                     |                                    |                           |
|                                 | Matías Núñez · Leandro Domínguez · Isaías Toloza · Bryan Ruiz · |                            | Natanael Tabárez · Tobías Chasampi · Ramón Lescano · Freddy Lima · Roberto Quintero |                                    |                           |

| 19 de septiembre de 2023, 20:00 | Cooper                                                            | 0:0 (0:0) (2:4 p.)         | Libertad                                                           | Complejo Rentistas, Montevideo |  |
|                                 |                                                                   |                            |                                                                    | Árbitro(s): Federico Río       |  |
|                                 |                                                                   | Tiros desde el punto penal |                                                                    |                                |  |
|                                 | Lucas Vignone · Cristian Rossi · Gonzalo Sena · Andrés Fourcade · |                            | Matías Tabárez · Rodrigo Tabárez · Agustín Giossa · Matías Giménez |                                |  |

| 19 de septiembre de 2023, 22:30 | Colón                 | 1:1 (4:3) (4:3 p.) | Atl. Bella Vista        | Estadio Parque Palermo, Montevideo |                              |
|                                 | - Felipe Villalba 62' |                    | - Ruben Lima 82' (pen.) | Árbitro(s): Mathías Espinoza       | Árbitro(s): Mathías Espinoza |

| 20 de septiembre de 2023, 20:30 | Juventud (Colonia)  | 1:1 (0:0) (4:3 p.) | Salto F.C.                    | Estadio Juventud, Colonia del Sacramento |                              |
|                                 | - Sebastián Noy 58' |                    | - Ramiro Sagradini 75' (pen.) | Árbitro(s): Matías Schneider             | Árbitro(s): Matías Schneider |

| 20 de septiembre de 2023, 20:30 | Campana                | 1:1 (0:1) (3:4 p.) | Basáñez                | Estadio Adelaido Camaití, Libertad |                           |
|                                 | - Andrés Delgado 90+8' |                    | - Franco Farinasso 25' | Árbitro(s): Jonatan Ramos          | Árbitro(s): Jonatan Ramos |

| 20 de septiembre de 2023, 20:30 | Deutscher | 0:1 (0:0) | Sportivo Barracas         | Complejo Rentistas, Montevideo |                              |
|                                 |           |           | - Anthony Castillo 90+10' | Árbitro(s): Carlos Garcilazo   | Árbitro(s): Carlos Garcilazo |

| 20 de septiembre de 2023, 21:00 | Huracán (Treinta y Tres) | 0:1 (0:0) | Lito              | Parque Colón, Treinta y Tres |                            |
|                                 |                          |           | - Sebastián López | Árbitro(s): Nestor Pereyra   | Árbitro(s): Nestor Pereyra |

| 20 de septiembre de 2023, 21:00 | Quilmes                   | 2:1 (0:0) | Central Español      | Estadio Campeones Olímpicos, Florida |                                  |
|                                 | - Christian Alba 52', 69' |           | - Luis Caicedo 90+5' | Árbitro(s): Sebastián Montenegro     | Árbitro(s): Sebastián Montenegro |

| 21 de septiembre de 2023, 20:30 | Nacional (Nueva Helvecia) | 1:1 (1:0) (5:4 p.) | Villa Española     | Estadio Nacional de N. Helvecia, Nueva Helvecia |                            |
|                                 | - Ayrton Boné 45'         |                    | - Alan Acevedo 56' | Árbitro(s): Marcos Beltrán                      | Árbitro(s): Marcos Beltrán |

| 21 de septiembre de 2023, 20:30 | Lavalleja | W.O. | Rocha | Estadio Juan. A. Lavalleja, Minas |  |
|                                 |           |      |       | Árbitro(s): Fernando Martínez     |  |

| 21 de septiembre de 2023, 22:00 | Salus | 0:4 (0:2) | Juanicó                                                                      | Estadio Parque Palermo, Montevideo |                             |
|                                 |       |           | - Matías Souza 10' - Gastón Álvarez 43' - Franco Rossi 50' - Luis Moreno 84' | Árbitro(s): Javier González        | Árbitro(s): Javier González |

### Segunda Fase
Se enfrentaron los 12 clubes clasificados desde la instancia anterior, en condición de local, a 12 clubes de la Segunda División Profesional (a excepción de Tacuarembó y Oriental, campeón y vicecampeón de la Primera División Amateur 2022).
| Equipo 1                  | Resultado    | Equipo 2           |
| ------------------------- | ------------ | ------------------ |
| Libertad                  | 0:2          | Uruguay Montevideo |
| Ferro Carril              | 0:0 (4–3 p.) | Bella Vista        |
| Sportivo Barracas         | 1:1 (6–5 p.) | Rentistas          |
| Nacional (Nueva Helvecia) | 1:2          | Progreso           |
| Basáñez                   | 0:1          | Cerrito            |
| Lavalleja                 | 1:1 (3–1 p.) | Juventud           |
| Quilmes                   | 1:1 (6–7 p.) | Rampla Juniors     |
| Terremoto                 | 1:2          | Miramar Misiones   |
| Lito                      | 0:2          | Sud América        |
| Juanicó                   | 1:1 (2–4 p.) | Atenas             |
| Juventud (Colonia)        | 0:5          | Albion             |
| Colón                     | 2:2 (5–6 p.) | Potencia           |

| 11 de octubre de 2023, 11:00 | Terremoto        | 1:2 (0:0) | Miramar Misiones                        | Estadio Parque Palermo, Montevideo |                            |
|                              | - Brian Lugo 84' |           | - Denis Olivera 52' - Brian Cordara 65' | Árbitro(s): Eduardo Varela         | Árbitro(s): Eduardo Varela |

| 11 de octubre de 2023, 18:00 | Basáñez | 0:1 (0:1) | Cerrito           | Estadio Parque Palermo, Montevideo |                            |
|                              |         |           | - Rodrigo Rey 34' | Árbitro(s): Federico Arman         | Árbitro(s): Federico Arman |

| 11 de octubre de 2023, 20:00 | Ferro Carril                                                                           | 0:0 (0:0) (5:3 p.)         | Bella Vista                                                           | Estadio Ernesto Dickinson, Salto |  |
|                              |                                                                                        |                            |                                                                       | Árbitro(s): Andrés Martínez      |  |
|                              |                                                                                        | Tiros desde el punto penal |                                                                       |                                  |  |
|                              | Nahuel Machado · Fredi Cabrera · Gustavo Silveira · Natanael Tabárez · Javier Quintero |                            | · Juan Manuel López · Anyelo Rodríguez · Martín Díaz · Ernesto Ocampo |                                  |  |

| 11 de octubre de 2023, 20:30 | Juventud (Colonia) | 0:5 (0:1) | Albion | Estadio Alberto Suppici, Colonia del Sacramento |                             |
|                              |                    |           | - Gastón Alvite 43' - Facundo Barret 60' - Jairo Villalpando 69' - Jhonatan Piegas 79' - Gastón Sánchez 90+1' | Árbitro(s): Nicolás Vignolo                     | Árbitro(s): Nicolás Vignolo |

| 12 de octubre de 2023, 20:30 | Lito | 0:2 (0:0) | Sud América                                 | Complejo Rentistas, Montevideo |                           |
|                              |      |           | - Sebastián Píriz 87' - Diego Sánchez 90+2' | Árbitro(s): Diego Dunajec      | Árbitro(s): Diego Dunajec |

| 18 de octubre de 2023, 15:00 | Colón | 2:2 (0:0) (5:6 p.)         | Potencia | Estadio Parque Palermo, Montevideo |                            |
|                              | - Federico Mautone 62' (pen.) - Felipe Villalba 88'                                                                 |                            | - Anthony Cutti 58' (pen.) - Tomás Lerman 90+4'                                                                     | Árbitro(s): Eduardo Varela         | Árbitro(s): Eduardo Varela |
|                              | | Tiros desde el punto penal | |                                    |                            |
|                              | Matías Santos · Facundo Greno · Felipe Villalba · Gustavo Vargas · Damián Cabrera · Ignacio Acevedo · Diego Patrone |                            | Anthony Cutti · Alexis Rolín · Luis Morales · Brian Risso Patrón · Brahian Ferreira · Tomás Lerman · Jhony Ferreira |                                    |                            |

| 18 de octubre de 2023, 20:00 | Quilmes | 1:1 (0:0) (6:7 p.)         | Rampla Juniors | Estadio Campeones Olímpicos, Florida |                              |
|                              | - Christian Alba 57' |                            | - Adrián Vila 64' | Árbitro(s): Daniel Rodríguez         | Árbitro(s): Daniel Rodríguez |
|                              | | Tiros desde el punto penal | |                                      |                              |
|                              | Facundo Spinelli · Dylan Carrato · Maximiliano Riviezzi · Diego Denis · Christian Alba · Facundo Bello · Federico Hernández |                            | Agustín Navarro · Gabriel de León · Matías Núñez · Gustavo Machado · Enrique Almeida · Jonathan Toledo · Mathías Bogado |                                      |                              |

| 18 de octubre de 2023, 20:30 | Libertad | 0:2 (0:1) | Uruguay Montevideo                       | Estadio Mario Sobrero, Rocha |                            |
|                              |          |           | - Mateo Sena 36' - Maximiliano Noble 76' | Árbitro(s): Esteban Guerra   | Árbitro(s): Esteban Guerra |

| 18 de octubre de 2023, 20:30 | Sportivo Barracas | 1:1 (0:1) (6:5 p.)         | Rentistas | Estadio Eduardo L.Piazze, Dolores |                           |
|                              | - Ezequiel Cabral 69' |                            | - Joshuan Berríos 12' | Árbitro(s): Diego Riveiro         | Árbitro(s): Diego Riveiro |
|                              | | Tiros desde el punto penal | |                                   |                           |
|                              | Enzo Ruiz · Stewar Aquino · Ezequiel Cabral · Luciano Ísola · Ignacio Nadal · Michael Mendoza · Castillo · Edgardo Sosa · Iván Strirbulov |                            | Ignacio Neira · Santiago Ramírez · Roberto Hernández · Guillermo López · Ramiro Brazionis · Guillermo Méndez · Agustín García · Facundo Capdeville · Juan Pablo Hernández |                                   |                           |

| 18 de octubre de 2023, 20:30 | Lavalleja                                             | 1:1 (0:0) (3:1 p.)         | Juventud                                                            | Estadio Juan. A. Lavalleja, Minas |                            |
|                              | - Andrés Berrueta 60'                                 |                            | - Owen Falconis 88'                                                 | Árbitro(s): Santiago Motta        | Árbitro(s): Santiago Motta |
|                              |                                                       | Tiros desde el punto penal |                                                                     |                                   |                            |
|                              | Edison Martínez · Mario Amorín · Juan Manuel Martínez |                            | John Kleber · Mateo Izaguirre · Valentín Gauthier · Owen Falconis · |                                   |                            |

| 19 de octubre de 2023, 20:30 | Nacional (Nueva Helvecia) | 1:2 (1:0) | Progreso                                      | Estadio Nacional de N. Helvecia, Nueva Helvecia |                          |
|                              | - Leandro Alfonso 32'     |           | - Federico Rodríguez 47' - Nicolás Mallet 80' | Árbitro(s): Hernan Heras                        | Árbitro(s): Hernan Heras |

| 19 de octubre de 2023, 20:30 | Juanicó                                                | 1:1 (0:0) (2:4 p.)         | Atenas                                                                           | Estadio Juanicó, Juanicó  |                           |
|                              | - Gaston Álvarez 55'                                   |                            | - Alex Mascaraña 90+2'                                                           | Árbitro(s): Pablo Giménez | Árbitro(s): Pablo Giménez |
|                              |                                                        | Tiros desde el punto penal |                                                                                  |                           |                           |
|                              | Emiliano Núñez · Sanz · Valentín Raymundo · Mateo Saez |                            | Federico Ramos · Marcos Gómez · Máximo Plada · Mateo Montelongo · Gerónimo Plada |                           |                           |

### Tercera Fase
Se armó un cuadro de 32 clubes, conformado por los 12 clasificados de la instancia anterior, más el campeón y vicecampeón de la Copa de Clubes de OFI 2022 (Central de San José y Universitario de Salto), más el campeón y vicecampeón de la temporada 2022 de la Primera División Amateur  (Tacuarembó y Oriental), más los 16 equipos de la Primera División de AUF, quienes iniciaron su actividad en condición de visitante. Los ganadores de cada cruce conformaron las llaves de las fases definitorias siguientes (octavos de final, cuartos, semifinales y final).
| Equipo 1           | Resultado    | Equipo 2             |
| ------------------ | ------------ | -------------------- |
| Ferro Carril       | 0:0 (3–5 p.) | Cerro                |
| Tacuarembó         | 1:2          | Fénix                |
| Miramar Misiones   | 0:0 (3–5 p.) | Montevideo Wanderers |
| Albion             | 0:2          | River Plate          |
| Uruguay Montevideo | 1:2          | Plaza Colonia        |
| Cerrito            | 0:3          | Defensor Sporting    |
| Rampla Juniors     | 2:2 (6–7 p.) | La Luz               |
| Lavalleja          | 1:3          | Danubio              |
| Sud América        | 0:3          | Peñarol              |
| Universitario      | 1:3          | Boston River         |
| Atenas             | 2:2 (3–4 p.) | Liverpool            |
| Potencia           | 0:4          | Nacional             |
| Progreso           | 1:1 (0–1 p.) | Montevideo City      |
| Central            | 0:0 (3–5 p.) | Deportivo Maldonado  |
| Sportivo Barracas  | 3:2          | Cerro Largo          |
| Oriental           | 1:0          | Racing               |

| 26 de octubre de 2023, 20:00 | Central                                                                  | 0:0 (0:0) (3:5 p.)         | Deportivo Maldonado                                                                        | Estadio C. Martínez Laguarda, San José de Mayo |  |
|                              |                                                                          |                            |                                                                                            | Árbitro(s): Federico Arman                     |  |
|                              |                                                                          | Tiros desde el punto penal |                                                                                            |                                                |  |
|                              | Pablo Cabrera · Fabricio González · Eduardo Hernández · Mauro Portillo · |                            | Eduardo Darias · Alexander González · Tomas Fernández · Nicolás Queiróz · Nicolás Mezquida |                                                |  |

| 28 de octubre de 2023, 20:00 | Universitario     | 1:3 (0:3) | Boston River                                 | Estadio Ernesto Dickinson, Salto |                              |
|                              | - Diego Llama 70' |           | - Kevin Rodríguez 10', 23' - José Riasco 45' | Árbitro(s): Daniel Fedorczuk     | Árbitro(s): Daniel Fedorczuk |

| 28 de octubre de 2023, 20:00 | Lavalleja             | 1:3 (0:0) | Danubio                                                              | Estadio Juan A. Lavalleja, Minas |                           |
|                              | - Osvaldo Vázquez 51' |           | - Santiago Etchebarne 48' - Gonzalo Bueno 55' - Vilington Branda 75' | Árbitro(s): Diego Riveiro        | Árbitro(s): Diego Riveiro |

| 29 de octubre de 2023, 16:00 | Progreso                                                                              | 1:1 (0:1) (0:1 p.)         | Montevideo City Torque                                                         | Estadio Abraham Paladino, Montevideo |                           |
|                              | - Alexander Rosso 67'                                                                 |                            | - Franco Catarozzi 2'                                                          | Árbitro(s): Yimmy Álvarez            | Árbitro(s): Yimmy Álvarez |
|                              |                                                                                       | Tiros desde el punto penal |                                                                                |                                      |                           |
|                              | Diego Guastavino · Gastón Colmán · Mario García · Maximiliano Viera · Pablo Caballero |                            | Bruno Morales · Agustín Álvarez Wallace · Sebastián Guerrero · Sebastián Costa |                                      |                           |

| 29 de octubre de 2023, 16:00 | Rampla Juniors | 2:2 (0:2) (6:7 p.)         | La Luz | Estadio Olímpico, Montevideo |                            |
|                              | - Maximiliano Burruzo 45+3' - Adrián Leites 88'                                                                         |                            | - Bruno Scorza 32' - Francisco Martirena 40'                                                                              | Árbitro(s): Antonio García   | Árbitro(s): Antonio García |
|                              | | Tiros desde el punto penal | |                              |                            |
|                              | Adrián Leites · Maximiliano Burruzo · Briam Acosta · Matías Núñez · Enrique Almeida · Gabriel de León · Jonathan Toledo |                            | Román Pucheta · Enzo Lemos · Matías de los Santos · Leonardo Barrios · Álvaro González · Marcos Paolini · Facundo Barreto |                              |                            |

| 29 de octubre de 2023, 16:00 | Albion | 0:2 (0:1) | River Plate                                     | Estadio Luis Franzini, Montevideo |                           |
|                              |        |           | - Faustino Barone 32' - Pablo Nicolás López 35' | Árbitro(s): Pablo Giménez         | Árbitro(s): Pablo Giménez |

| 29 de octubre de 2023,16:30 | Sportivo Barracas                                           | 3:2 (1:1) | Cerro Largo                                  | Estadio Eduardo L.Piazze, Dolores |                            |
|                             | - Marco Oroná 24' - Ezequiel Cabral 63' - Ignacio Nadal 66' |           | - Joaquin Fernández 37' - Sergio Núñez 90+5' | Árbitro(s): Bruno Sacarelo        | Árbitro(s): Bruno Sacarelo |

| 29 de octubre de 2023, 16:30 | Sud América | 0:3 (0:1) | Peñarol                                                      | Estadio Artigas, Paysandú  |                            |
|                              |             |           | - Carlos Sánchez 44' - Brian Mansilla 46' - Kevin Méndez 60' | Árbitro(s): Santiago Motta | Árbitro(s): Santiago Motta |

| 29 de octubre de 2023, 19:00 | Tacuarembó        | 1:2 (1:1) | Fénix                        | Estadio Raúl Goyenola, Tacuarembó |                             |
|                              | - Lucas Viana 40' |           | - Maicol Ferreira 24', 90+4' | Árbitro(s): Nicolás Vignolo       | Árbitro(s): Nicolás Vignolo |

| 29 de octubre de 2023, 19:15 | Potencia | 0:4 (0:0) | Nacional                                                          | Estadio Parque Viera, Montevideo |                            |
|                              |          |           | - Franco Fagúndez 47', 61' - Juan Ignacio Ramírez 68' (pen.), 73' | Árbitro(s): Esteban Guerra       | Árbitro(s): Esteban Guerra |

| 29 de octubre de 2023, 21:00 | Cerrito | 0:3 (0:3) | Defensor Sporting                                                   | Estadio Parque Palermo, Montevideo |                           |
|                              |         |           | - Juan Manuel Jorge 38' - Kevin Ramírez 40' - Anderson Duarte 45+1' | Árbitro(s): Leandro Lasso          | Árbitro(s): Leandro Lasso |

| 30 de octubre de 2023, 12:00 | Miramar Misiones                                                            | 0:0 (0:0) (3:5 p.)         | Montevideo Wanderers                                                                   | Estadio Parque Palermo, Montevideo |  |
|                              |                                                                             |                            |                                                                                        | Árbitro(s): Andrés Martínez        |  |
|                              |                                                                             | Tiros desde el punto penal |                                                                                        |                                    |  |
|                              | Maximiliano Lombardi · Mauricio Gómez · Ignacio Yepez · Mathías Rodríguez · |                            | Kevin Rolón · Francisco Cerro · Tomás Andrade · Nicolás Albarracín · Rodrigo Pastorini |                                    |  |

| 30 de octubre de 2023, 16:00 | Uruguay Montevideo  | 1:2 (1:1) | Plaza Colonia                          | Estadio Parque Capurro, Montevideo |                             |
|                              | - Matías Alonso 32' |           | - Daniel Bahía 6' - Nicolás Dibble 90' | Árbitro(s): Anahí Fernández        | Árbitro(s): Anahí Fernández |

| 30 de octubre de 2023, 16:00 | Oriental              | 1:0 (1:0) | Racing | Estadio Parque Roberto, Montevideo |                            |
|                              | - Nicolás Antúnez 41' |           |        | Árbitro(s): Eduardo Varela         | Árbitro(s): Eduardo Varela |

| 06 de noviembre de 2023, 21:00 | Atenas                 | 2:2 (1:1) (3:4 p.) | Liverpool                                      | Estadio Parque Palermo, Montevideo |                           |
|                                | - Mateo Ovelar 9', 55' |                    | - Ruben Bentancourt 17' - Facundo Trinidad 80' | Árbitro(s): Diego Dunajec          | Árbitro(s): Diego Dunajec |

| 07 de noviembre de 2023, 20:00 | Ferro Carril | 0:0 (0:0) (3:5 p.) | Cerro | Estadio Ernesto Dickinson, Salto |  |
|                                |              |                    |       | Árbitro(s): Daniel Rodríguez     |  |

## Fases finales

### Cuadro de desarrollo
|  | Octavos de final     | Octavos de final     | Octavos de final  |                   |                   | Cuartos de final | Cuartos de final | Cuartos de final |  |  | Semifinales | Semifinales | Semifinales |  |  | Final | Final | Final |
|  |                      |                      |                   |                   |                   |                  |                  |                  |  |  |             |             |             |  |  |       |       |       |
|  |                      |                      |                   |                   |                   |                  |                  |                  |  |  |             |             |             |  |  |       |       |       |
|  |                      |                      |                   |                   |                   |                  |                  |                  |  |  |             |             |             |  |  |       |       |       |
|  | Cerro                | Cerro                | 1 (3)             |                   |                   |                  |                  |                  |  |  |             |             |             |  |  |       |       |       |
|  | Cerro                | Cerro                | 1 (3)             |                   |                   |                  |                  |                  |  |  |             |             |             |  |  |       |       |       |
|  | Fénix                | Fénix                | 1 (2)             |                   |                   |                  |                  |                  |  |  |             |             |             |  |  |       |       |       |
|  | Fénix                | Fénix                | 1 (2)             | Cerro             | Cerro             | 1 (4)            |                  |                  |  |  |             |             |             |  |  |       |       |       |
|  |                      |                      |                   | Cerro             | Cerro             | 1 (4)            |                  |                  |  |  |             |             |             |  |  |       |       |       |
|  |                      | River Plate          | River Plate       | 1 (5)             |                   |                  |                  |                  |  |  |             |             |             |  |  |       |       |       |
|  | Montevideo Wanderers | Montevideo Wanderers | River Plate       | 1 (5)             | 0                 |                  |                  |                  |  |  |             |             |             |  |  |       |       |       |
|  | Montevideo Wanderers | Montevideo Wanderers |                   |                   |                   |                  |                  |                  |  |  |             |             |             |  |  |       |       |       |
|  | River Plate          | River Plate          | 4                 |                   |                   |                  |                  |                  |  |  |             |             |             |  |  |       |       |       |
|  | River Plate          | River Plate          | 4                 | River Plate       | River Plate       | 1                |                  |                  |  |  |             |             |             |  |  |       |       |       |
|  |                      |                      |                   | River Plate       | River Plate       | 1                |                  |                  |  |  |             |             |             |  |  |       |       |       |
|  |                      | Defensor Sporting    | Defensor Sporting | 2                 |                   |                  |                  |                  |  |  |             |             |             |  |  |       |       |       |
|  | Plaza Colonia        | Plaza Colonia        | Defensor Sporting | 2                 | 0                 |                  |                  |                  |  |  |             |             |             |  |  |       |       |       |
|  | Plaza Colonia        | Plaza Colonia        |                   |                   |                   |                  |                  |                  |  |  |             |             |             |  |  |       |       |       |
|  | Defensor Sporting    | Defensor Sporting    | 1                 |                   |                   |                  |                  |                  |  |  |             |             |             |  |  |       |       |       |
|  | Defensor Sporting    | Defensor Sporting    | 1                 | Defensor Sporting | Defensor Sporting | 1                |                  |                  |  |  |             |             |             |  |  |       |       |       |
|  |                      |                      |                   | Defensor Sporting | Defensor Sporting | 1                |                  |                  |  |  |             |             |             |  |  |       |       |       |
|  |                      | Danubio              | Danubio           | 0                 |                   |                  |                  |                  |  |  |             |             |             |  |  |       |       |       |
|  | La Luz               | La Luz               | Danubio           | 0                 | 0                 |                  |                  |                  |  |  |             |             |             |  |  |       |       |       |
|  | La Luz               | La Luz               |                   |                   |                   |                  |                  |                  |  |  |             |             |             |  |  |       |       |       |
|  | Danubio              | Danubio              | 1                 |                   |                   |                  |                  |                  |  |  |             |             |             |  |  |       |       |       |
|  | Danubio              | Danubio              | 1                 | Defensor Sporting | Defensor Sporting | 2 (4)            |                  |                  |  |  |             |             |             |  |  |       |       |       |
|  |                      |                      |                   | Defensor Sporting | Defensor Sporting | 2 (4)            |                  |                  |  |  |             |             |             |  |  |       |       |       |
|  |                      | Montevideo City      | Montevideo City   | 2 (2)             |                   |                  |                  |                  |  |  |             |             |             |  |  |       |       |       |
|  | Peñarol              | Peñarol              | Montevideo City   | 2 (2)             | 2                 |                  |                  |                  |  |  |             |             |             |  |  |       |       |       |
|  | Peñarol              | Peñarol              |                   |                   |                   |                  |                  |                  |  |  |             |             |             |  |  |       |       |       |
|  | Boston River         | Boston River         | 0                 |                   |                   |                  |                  |                  |  |  |             |             |             |  |  |       |       |       |
|  | Boston River         | Boston River         | 0                 | Peñarol           | Peñarol           | 3                |                  |                  |  |  |             |             |             |  |  |       |       |       |
|  |                      |                      |                   | Peñarol           | Peñarol           | 3                |                  |                  |  |  |             |             |             |  |  |       |       |       |
|  |                      | Liverpool            | Liverpool         | 1                 |                   |                  |                  |                  |  |  |             |             |             |  |  |       |       |       |
|  | Liverpool            | Liverpool            | Liverpool         | 1                 | 2                 |                  |                  |                  |  |  |             |             |             |  |  |       |       |       |
|  | Liverpool            | Liverpool            |                   |                   |                   |                  |                  |                  |  |  |             |             |             |  |  |       |       |       |
|  | Nacional             | Nacional             | 1                 |                   |                   |                  |                  |                  |  |  |             |             |             |  |  |       |       |       |
|  | Nacional             | Nacional             | 1                 | Peñarol           | Peñarol           | 1                |                  |                  |  |  |             |             |             |  |  |       |       |       |
|  |                      |                      |                   | Peñarol           | Peñarol           | 1                |                  |                  |  |  |             |             |             |  |  |       |       |       |
|  |                      | Montevideo City      | Montevideo City   | 3                 |                   |                  |                  |                  |  |  |             |             |             |  |  |       |       |       |
|  | Montevideo City      | Montevideo City      | Montevideo City   | 3                 | 2                 |                  |                  |                  |  |  |             |             |             |  |  |       |       |       |
|  | Montevideo City      | Montevideo City      |                   |                   |                   |                  |                  |                  |  |  |             |             |             |  |  |       |       |       |
|  | Deportivo Maldonado  | Deportivo Maldonado  | 0                 |                   |                   |                  |                  |                  |  |  |             |             |             |  |  |       |       |       |
|  | Deportivo Maldonado  | Deportivo Maldonado  | 0                 | Montevideo City   | Montevideo City   | 8                |                  |                  |  |  |             |             |             |  |  |       |       |       |
|  |                      |                      |                   | Montevideo City   | Montevideo City   | 8                |                  |                  |  |  |             |             |             |  |  |       |       |       |
|  |                      | Sportivo Barracas    | Sportivo Barracas | 1                 |                   |                  |                  |                  |  |  |             |             |             |  |  |       |       |       |
|  | Sportivo Barracas    | Sportivo Barracas    | Sportivo Barracas | 1                 | 1 (5)             |                  |                  |                  |  |  |             |             |             |  |  |       |       |       |
|  | Sportivo Barracas    | Sportivo Barracas    |                   |                   |                   |                  |                  |                  |  |  |             |             |             |  |  |       |       |       |
|  | Oriental             | Oriental             | 1 (4)             |                   |                   |                  |                  |                  |  |  |             |             |             |  |  |       |       |       |
|  | Oriental             | Oriental             | 1 (4)             |                   |                   |                  |                  |                  |  |  |             |             |             |  |  |       |       |       |

### Octavos de final
Se disputaron series a un partido. En caso de producirse empate, se procedió a la definición por penales. 
| Equipo 1             | Resultado    | Equipo 2            |
| -------------------- | ------------ | ------------------- |
| Cerro                | 1:1 (3–2 p.) | Fénix               |
| Montevideo Wanderers | 0:4          | River Plate         |
| Plaza Colonia        | 0:1          | Defensor Sporting   |
| La Luz               | 0:1          | Danubio             |
| Peñarol              | 2:0          | Boston River        |
| Liverpool            | 2:1          | Nacional            |
| Montevideo City      | 2:0          | Deportivo Maldonado |
| Sportivo Barracas    | 1:1 (5–4 p.) | Oriental            |

| 16 de diciembre de 2023, 17:00 | Sportivo Barracas   | 1:1 (1:1) (5:4 p.) | Oriental                | Estadio Eduardo L.Piazze, Dolores |                           |
|                                | - Rodrigo Otazú 15' |                    | - Yefferson Moreira 23' | Árbitro(s): Leandro Lasso         | Árbitro(s): Leandro Lasso |

| 5 de febrero de 2024, 20:30 | Peñarol                                  | 2:0 (0:0) | Boston River | Estadio Campeón del Siglo, Montevideo |                          |
|                             | - Eduardo Darias 50' - Nahuel Acosta 68' |           |              | Árbitro(s): Hernán Heras              | Árbitro(s): Hernán Heras |

| 6 de febrero de 2024, 17:00 | Liverpool                                      | 2:1 (1:0) | Nacional                       | Estadio Belvedere, Montevideo |                            |
|                             | - Franco Romero 16' (a.g.) - Franco Nicola 72' |           | - Rubén Bentancourt 58' (pen.) | Árbitro(s): Santiago Motta    | Árbitro(s): Santiago Motta |

| 7 de febrero de 2024, 20:30 | Montevideo Wanderers | 0:4 (0:1) | River Plate                                                                           | Estadio Parque Viera, Montevideo |                            |
|                             |                      |           | - Facundo González 21' - Tiziano Correa 63' - Agustín Vera 76' - Valentín Amoroso 82' | Árbitro(s): Bruno Sacarelo       | Árbitro(s): Bruno Sacarelo |

| 8 de febrero de 2024, 20:30 | Montevideo City Torque                     | 2:0 (1:0) | Deportivo Maldonado | Estadio Parque Viera, Montevideo |                            |
|                             | - Joaquín Zeballos 5' - Lucas Acosta 90+5' |           |                     | Árbitro(s): Esteban Guerra       | Árbitro(s): Esteban Guerra |

| 20 de febrero de 2024, 17:00 | La Luz | 0:1 (0:0) | Danubio              | Estadio Parque Palermo, Montevideo |                              |
|                              |        |           | - Ignacio Pintos 89' | Árbitro(s): Daniel Rodríguez       | Árbitro(s): Daniel Rodríguez |

| 21 de febrero de 2024, 21:00 | Cerro                                                                                     | 1:1 (0:0) (3:2 p.)         | Fénix                                                                                          | Estadio Luis Tróccoli, Montevideo |                            |
|                              | - Martín Rabuñal 72'                                                                      |                            | - Agustín Chopitea 65'                                                                         | Árbitro(s): Federico Arman        | Árbitro(s): Federico Arman |
|                              |                                                                                           | Tiros desde el punto penal |                                                                                                |                                   |                            |
|                              | Ignacio Pereira · Mariano Peralta Bauer · Alejo Macelli · Andrés Romero · Emiliano Villar |                            | Maximiliano Juambeltz · Nicolás Queiróz · Santiago Franca · Sebastián da Silva · Mathías Acuña |                                   |                            |

| 28 de febrero de 2024, 21:00 | Plaza Colonia | 0:1 (0:1) | Defensor Sporting      | Estadio J.G.Prandi, Colonia del Sacramento |                            |
|                              |               |           | - Fernando Elizari 33' | Árbitro(s): Eduardo Varela                 | Árbitro(s): Eduardo Varela |

### Cuartos de final
Se disputaron series a un partido. En caso de producirse empate, se procedió a la definición por penales. 
| Equipo 1          | Resultado    | Equipo 2          |
| ----------------- | ------------ | ----------------- |
| Cerro             | 1:1 (4–5 p.) | River Plate       |
| Defensor Sporting | 1:0          | Danubio           |
| Peñarol           | 3:1          | Liverpool         |
| Montevideo City   | 8:1          | Sportivo Barracas |

| 12 de febrero de 2024, 20:30 | Peñarol                                          | 3:1 (1:1) | Liverpool             | Estadio Campeón del Siglo, Montevideo |                           |
|                              | Leonardo Fernández 43', 69' (pen.), 90+6' (pen.) |           | Luciano Rodríguez 31' | Árbitro(s): Pablo Giménez             | Árbitro(s): Pablo Giménez |

| 6 de marzo de 2024, 17:00 | Cerro | 1:1 (0:0) (4:5 p.)         | River Plate                                                                                              | Estadio Luis Tróccoli, Montevideo |                              |
|                           | - Rodrigo Marín 47'                                                                                            |                            | - Valentín Amoroso 55'                                                                                   | Árbitro(s): Jonhatan Fuentes      | Árbitro(s): Jonhatan Fuentes |
|                           | | Tiros desde el punto penal | |                                   |                              |
|                           | Nicolás González · Mathías Abero · Martín Rabuñal · Mariano Peralta Bauer · Ignacio Pereira · Emiliano Álvarez |                            | Agustín Vera · Christian Almeida · Norman Rodríguez · Ramiro Cristóbal · Santiago Corbo · Tiziano Correa |                                   |                              |

| 11 de marzo de 2024, 20:30 | Montevideo City Torque | 8:1 (4:1) | Sportivo Barracas       | Estadio Luis Franzini, Montevideo |                             |
|                            | - Esteban Obregón 6' - Franco Catarozzi 18' - Franco Pizzichillo 34' - Lucas Rodríguez Trezza 40', 80', 86' - Walter Núñez 55' - Joaquín Zeballos 73' |           | - Ezequiel Cabral 45+2' | Árbitro(s): Andrés Martínez       | Árbitro(s): Andrés Martínez |

| 13 de marzo de 2024, 20:30 | Defensor Sporting      | 1:0 (0:0) | Danubio | Estadio Luis Franzini, Montevideo |                          |
|                            | Sebastián Guerrero 90' |           |         | Árbitro(s): Hernán Heras          | Árbitro(s): Hernán Heras |

### Semifinales
Se disputaron series a un partido en cancha neutral. En caso de producirse empate, se procedía a la definición por penales. 
| Equipo 1    | Resultado | Equipo 2          |
| ----------- | --------- | ----------------- |
| River Plate | 1:2       | Defensor Sporting |
| Peñarol     | 1:3       | Montevideo City   |

| 10 de abril de 2024, 19:00 | River Plate         | 1:2 (1:1) | Defensor Sporting                                | Estadio Parque Viera, Montevideo |                            |
|                            | - Joaquín Lavega 6' |           | - Guillermo de los Santos 41' - Juan Viacava 60' | Árbitro(s): Santiago Motta       | Árbitro(s): Santiago Motta |

| 17 de abril de 2024, 20:30 | Peñarol            | 1:3 (1:2) | Montevideo City Torque                                                            | Estadio Centenario, Montevideo |                           |
|                            | - Pedro Milans 45' |           | - Esteban Obregón 9' - Franco Pizzichillo 41' (pen.) - Lucas Rodríguez Trezza 58' | Árbitro(s): Leandro Lasso      | Árbitro(s): Leandro Lasso |

### Final
Se disputó a partido único. En caso de empate, se procedió a la definición por penales 
| Equipo 1          | Resultado    | Equipo 2        |
| ----------------- | ------------ | --------------- |
| Defensor Sporting | 2:2 (4–2 p.) | Montevideo City |

| 22 de mayo de 2024, 20:30 | Defensor Sporting                                                      | 2:2 (1:1) (4:2 p.)         | Montevideo City Torque                                                    | Estadio Centenario, Montevideo |                          |
|                           | - Octavio Rivero 44' - Nicolás Wunsch 82'                              | Reporte                    | - 5' Andrew Teuten - 52' Joaquín Zeballos                                 | Árbitro(s): Hernán Heras       | Árbitro(s): Hernán Heras |
|                           |                                                                        | Tiros desde el punto penal |                                                                           |                                |                          |
|                           | Octavio Rivero · Anderson Duarte · Renzo Giampaoli · Nicolás Rodríguez |                            | Franco Catarozzi · Maximiliano Villa · Franco Pizzichillo · Andrew Teuten |                                |                          |

|                                                           |
| Bandera de Uruguay                                        |
| Campeón Copa AUF Uruguay 2023 Defensor Sporting 2º título |

## Récords
- Primer gol:  Lucas Vignone de Cooper, a los 35 minutos ( Durazno vs.  Cooper) (21 de agosto de 2023).

- Último gol:  Nicolás Wunsch de Defensor Sporting, a los 82 minutos ( Defensor Sporting vs. Montevideo City Torque (22 de mayo de 2024).

- Mayor cantidad de goles en un partido: (9) Montevideo City Torque 8 - 1 Sportivo Barracas (11 de marzo de 2024).

- Mayor victoria local: Montevideo City Torque 8 - 1 Sportivo Barracas (11 de marzo de 2024).

- Mayor victoria visitante: Juventud (Colonia)  0 - 5  Albion (11 de octubre de 2023).

## Goleadores
| Jugador                | Equipo                      | Goles |
| ---------------------- | --------------------------- | ----- |
| Christian Alba         | Quilmes                     | 5     |
| Lucas Rodríguez Trezza | Montevideo City Torque      | 4     |
| Ezequiel Cabral        | Sportivo Barracas           | 3     |
| Natanael Tabárez       | Ferro Carril                | 3     |
| Leonardo Fernández     | Peñarol                     | 3     |
| Sebastián López        | Lito                        | 3     |
| Joaquín Zeballos       | Montevideo City Torque      | 3     |
| Gabriel Chaine         | Barrio Olímpico             | 2     |
| Marcelo Martínez       | Lavalleja                   | 2     |
| Ayrton Boné            | Nacional (N. Helvecia)      | 2     |
| Santiago Laport        | Deutscher                   | 2     |
| Brian Lugo             | Terremoto                   | 2     |
| Felipe Villalba        | Potencia                    | 2     |
| Gastón Álvarez         | Juanicó                     | 2     |
| Kevin Rodríguez        | Boston River                | 2     |
| Maicol Ferreira        | Fénix                       | 2     |
| Franco Fagúndez        | Nacional                    | 2     |
| Juan Ignacio Ramírez   | Nacional                    | 2     |
| Mateo Ovelar           | Atenas                      | 2     |
| Rubén Bentancourt      | Liverpool (1), Nacional (1) | 2     |
| Valentín Amoroso       | River Plate                 | 2     |
| Franco Catarozzi       | Montevideo City Torque      | 2     |
| Franco Pizzichillo     | Montevideo City Torque      | 2     |
| Esteban Obregón        | Montevideo City Torque      | 2     |